# Auferstehungskirche (Podwjasje)

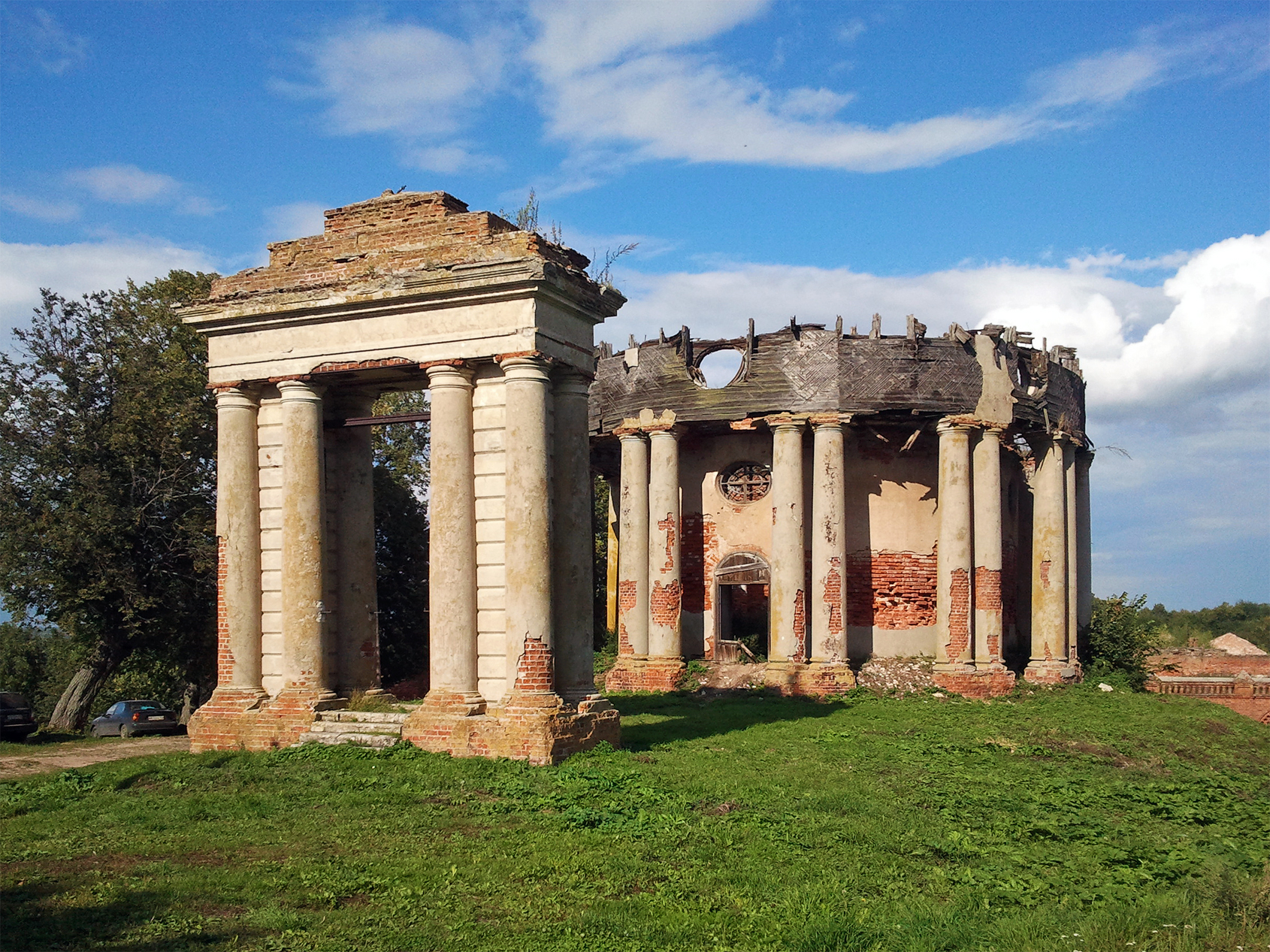
Woskressenskaja-Kirche in Podwjasje, Region Nischni Nowgorod (2014)

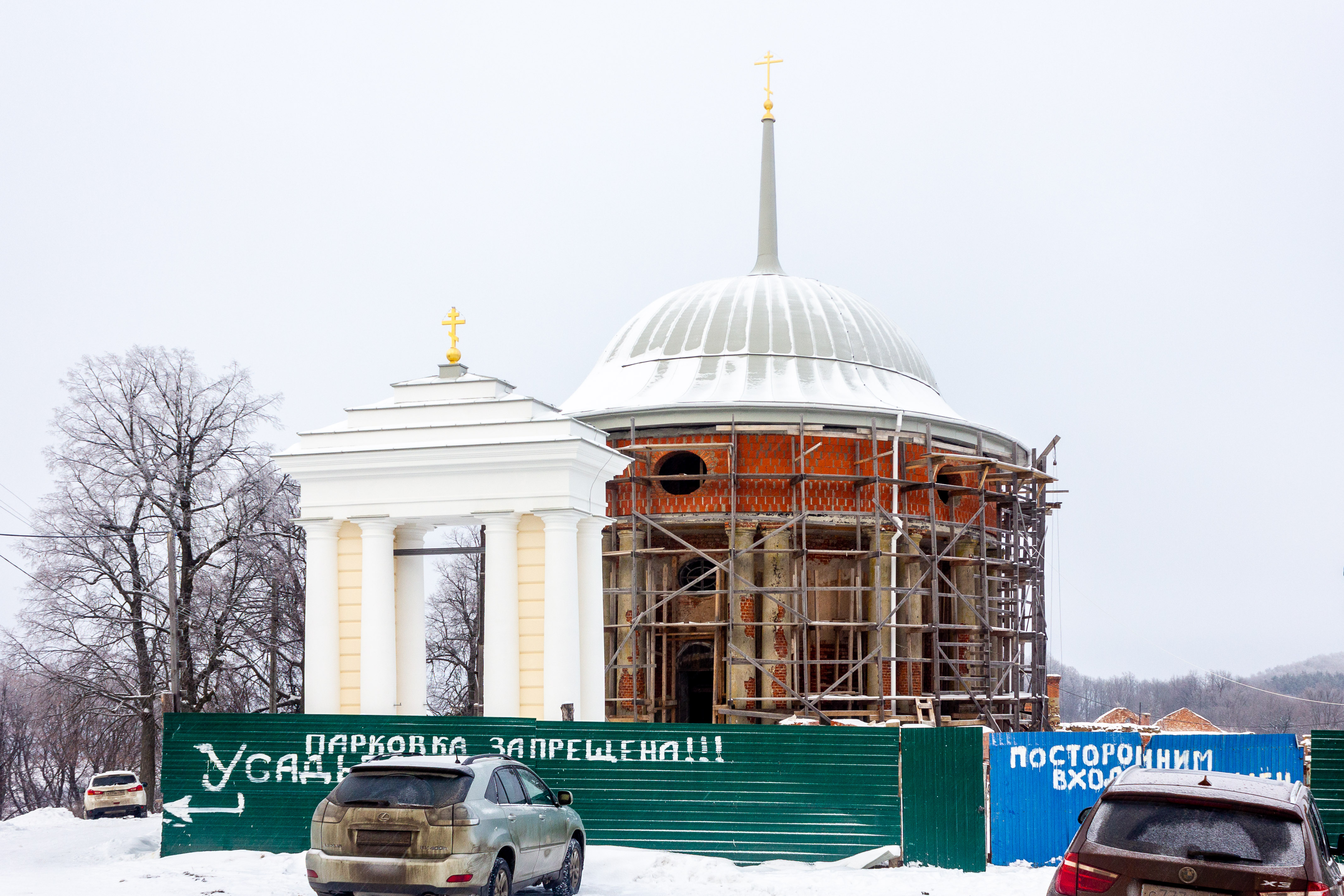
Kirche der Auferstehung Christi in Podwjasje (2021)

Die Auferstehungskirche befindet sich auf dem Priklonow-Rukawischnikow-Anwesen, einem aufgegebenen Gut im östlichen Teil des Dorfes Podwjasje, nordwestlich von Bogorodsk, Oblast Nischni Nowgorod, Russland. Sie stammt aus dem Jahr 1818.

## Architektur
Die Kirche ist ein Zentralbau auf kreisrundem Grundriss und hat die Form eines Ringhallentempels dorischer Ordnung.

## Geschichte
Bis um die 2020er Jahre befand sich die Kirche in einem heruntergekommenen, baufälligen Zustand. Die Kuppel fehlte völlig, der Tambour war nur noch in Bruchstücken vorhanden, und von den Wänden bröckelte der Putz. Der Innenraum war vollständig ausgeräumt, bis auf wenige Reste einer Steinverkleidung am Sockel zeigten sich die Wände als unverputzter Ziegelbau, ebenso wie die Rundpfeiler aus Ziegelmauerwerk, an denen der Putz abbröckelte. Auch die dem eigentlichen Kirchenbau vorgestellte repräsentative Portalarchitektur wies entsprechende Schäden auf. In der Folge wurde die Kirche gründlich restauriert. 2020 war sie komplett eingerüstet, der Tambour wurde vollständig neu aus Ziegelmauerwerk errichtet und ein Kuppeldach installiert. Das freistehende Portal ist seit 2020 vollständig saniert und mit einem vergoldeten orthodoxen Kreuz auf einer Kugel bekrönt.